# تاريخ أسعار البريد في الولايات المتحدة

ختم السابقة (1792–1971)، التي كانت قبل الخدمة البريدية الأمريكية

تطور نظام تسليم البريد في الولايات المتحدة مع تطور الدولة. كانت الأسعار تعتمد على المسافة بين المرسل والمستقبل في السنوات الأولى للبلاد. وفي منتصف القرن التاسع عشر، استقرت الأسعار عند سعر واحد بغض النظر عن المسافة. ظلت الأسعار ثابتة نسبيًا حتى عام 1968 عندما تم زيادة السعر كل بضع سنوات بمقدار صغير. وبمقارنة الزيادات مع مؤشر الأسعار، ظلت تكلفة الطوابع من الدرجة الأولى ثابتة. كان ختم إدارة البريد يُظهر رجلاً على حصان يعدو، تمامًا كما كانت السكك الحديدية، وفي وقت لاحق، الشاحنات الآلية والطائرات تنقل البريد. في عام 1971، أصبح مكتب البريد يُعرف بالخدمة البريدية للولايات المتحدة، وأصبحت الأسعار تُحدّد من قبل لجنة تنظيم البريد، معإشراف جزئي من قبل الكونغرس. أصبح البريد الجوي معيارًا في عام 1975. في القرن الحادي والعشرين، قُسّمت الأسعار لتتناسب مع آلات الفرز المستخدمة؛ وكانت الرسائل غير القياسية تتطلب رسوم بريدية أعلى قليلاً.

## أسعار البريد حتى عام 1847
تم تحديد أسعار البريد الأولية في الولايات المتحدة من قبل الكونغرس الأمريكي الثاني ‏ كجزء من قانون الخدمة البريدية ‏ الذي وقّعه الرئيس جورج واشنطن في 20 فبراير 1792. كانت أسعار البريد تختلف وفقًا لـ "منطقة المسافة"، أي المسافة التي يجب أن تقطعها الرسالة من مكتب البريد الذي أُرسلت منه إلى وجهتها النهائية. تم اعتماد الأسعار في عام 1847 للبريد من وإلى ساحل المحيط الهادئ، وفي عام 1848 للبريد المرسل من مكان في الغرب إلى مكان آخر في الغرب. كانت هناك أسعار مضاعفة وثلاثية مع زيادة حجم الرسالة. كما أُضيفت رسوم السفن (مثل البريد المرسل إلى هاواي). وكانت رسوم السفن، بما في ذلك رسوم تسليم الرسائل عند ميناء الدخول، تُحتسب على أساس الرسالة الواحدة وليس الوزن. أصدرت الولايات المتحدة أول طوابع بريدية لها في عام 1847. وقبل ذلك الوقت، كانت أسعار الرسائل وتواريخها ومصادرها تُكتب يدويًا أو تُستخدم أحيانًا أدوات ختم يدوية.

## خدمة البريد الأمريكية
أدى قانون إعادة تنظيم البريد ‏ لعام 1970 إلى تحديد أسعار البريد، التي يتم تحديدها من قبل لجنة تنظيم البريد.

## الأسعار التاريخية
| تاريخ الإصدار  | الرسائل (للأونصة الأولى) | الطرود (للأونصة الأولى) | إضافية (لكل أونصة إضافية) | سعر البطاقة البريدية                    | السعر الدولي (للرسائل)                        | تعليقات |
| -------------- | ------------------------ | ----------------------- | ------------------------- | --------------------------------------- | --------------------------------------------- | --- |
| 1 يوليو 1863   | .06 (.03 لكل 1⁄2 أونصة)  | .06                     | .06 (.03 لكل 1⁄2 أونصة)   | .06                                     |                                               | .02 لكل نصف أونصة في الصناديق البريدية |
| 1 أكتوبر 1883  | .04 (.02 لكل 1⁄2 أونصة)  | .04                     | .04 (.02 لكل 1⁄2 أونصة)   | .04                                     |                                               | [ 4 ] |
| 1 يوليو 1885   | .02                      | .02                     | .02                       | .02                                     |                                               | [ 4 ] |
| 1 يوليو 1898   | .02                      | .02                     | .02                       | .01                                     |                                               | [ 5 ] |
| 2 نوفمبر 1917  | .03                      | .03                     | .03                       | .02                                     |                                               | سعر الطوارئ أثناء الحرب |
| 1 يوليو 1919   | .02                      | .02                     | .02                       | .01                                     |                                               | انخفض السعر بواسطة الكونغرس |
| 15 أبريل 1925  | .02                      | .02                     | .02                       | .01 (بطاقات مختومة) .02 (بطاقات بريدية) |                                               | |
| 1 يوليو 1928   | .02                      | .02                     | .02                       | .01                                     |                                               | |
| 6 يوليو 1932   | .03                      | .03                     | .03                       | .01                                     |                                               | |
| 1 يناير 1952   | .03                      | .03                     | .03                       | .02                                     |                                               | |
| 1 أغسطس 1958   | .04                      | .04                     | .04                       | .03                                     |                                               | |
| 7 يناير 1963   | .05                      | .05                     | .05                       | .04                                     |                                               | |
| 7 يناير 1968   | .06                      | .06                     | .06                       | .05                                     |                                               | |
| 16 مايو 1971   | .08                      | .08                     | .08                       | .06                                     |                                               | |
| 2 مارس 1974    | .10                      | .10                     | .10                       | .08                                     |                                               | |
| 14 سبتمبر 1975 | .10                      | .10                     | .09                       | .07                                     |                                               | آخر سعر للبريد السطحي |
| 31 ديسمبر 1975 | .13                      | .13                     | .11                       | .09                                     |                                               | جميع الطوابع البريدية المحلية والبطاقات البريدية بالبريد الجوي                                                                                            |
| 29 مايو 1978   | .15                      | .15                     | .13                       | .10                                     |                                               | طابع بريدي مستخدم من النوع "A" |
| 22 مارس 1981   | .18                      | .18                     | .17                       | .12                                     |                                               | طابع بريدي مستخدم من النوع "B" |
| 1 نوفمبر 1981  | .20                      | .20                     | .17                       | .13                                     |                                               | طابع بريدي مستخدم من النوع "C" |
| 17 فبراير 1985 | .22                      | .22                     | .17                       | .14                                     |                                               | طابع بريدي مستخدم من النوع "D" |
| 3 أبريل 1988   | .25                      | .25                     | .20                       | .15                                     |                                               | طابع بريدي مستخدم من النوع "E" |
| 3 فبراير 1991  | .29                      | .29                     | .23                       | .19                                     |                                               | طابع بريدي مستخدم من النوع "F" (أيضًا طابع F بمعدل زيادة 4 سنتات)                                                                                          |
| 1 يناير 1995   | .32                      | .32                     | .23                       | .20                                     |                                               | طابع بريدي مستخدم من النوع "G" (أيضًا طابع G بمعدل زيادة 3 سنتات)                                                                                          |
| 10 يناير 1999  | .33                      | .33                     | .22                       | .20                                     |                                               | طابع بريدي مستخدم من النوع "H" (أيضًا طابع H بمعدل زيادة 1 سنت)                                                                                            |
| 7 يناير 2001   | .34                      | .34                     | .21                       | .20                                     |                                               | تم استخدام الطوابع غير المسماة (Nondenominated Stamps) (لا تحتوي على قيمة مالية مُحددة)                                                                    |
| 1 يوليو 2001   | .34                      | .34                     | .23                       | .21                                     |                                               | تم استخدام الطوابع غير المسماة |
| 30 يونيو 2002  | .37                      | .37                     | .23                       | .23                                     |                                               | تم استخدام طوابع العلم والألعاب العتيقة |
| 8 يناير 2006   | .39                      | .39                     | .24                       | .24                                     |                                               | تم استخدام طابع علم سيدة الحرية (Lady Liberty) |
| 14 مايو 2007   | .41                      | 1.13                    | .17                       | .26                                     | .69 (كندا & المكسيك) .90 (بقية العالم)        | تم تقديم تسعير البريد على أساس الوزن الحجمي؛ وتم إنهاء أسعار البريد السطحي الدولية. تم تقديم طوابع "فوريفر"؛ وتقديم أسعار مختلفة للرسائل والطرود لأول مرة |
| 12 مايو 2008   | .42                      | 1.17                    | .17                       | .27                                     | .72 (كندا & المكسيك) .94 (بقية العالم)        | تم الإعلان عن تغيير الأسعار في 11 فبراير 2008 |
| 11 مايو 2009   | .44                      | 1.22                    | .17                       | .28                                     | .75 (Canada) .79 (Mexico) .98 (rest of world) | تم الإعلان عن تغيير الأسعار في 10 فبراير 2009 |
| 17 أبريل 2011  | .44                      | 1.71 (3 أونصة)          | .20 (رسائل) .17 (طرود)    | .29                                     | .80 (كندا & المكسيك) .98 (بقية العالم)        | [ 8 ] |
| 22 يناير 2012  | .45                      | 1.95 (3 أونصة)          | .20 (رسائل) .17 (طرود)    | .32                                     | .85 (كندا & المكسيك) 1.05 (بقية العالم)       | |
| 27 يناير 2013  | .46                      | 2.07 (3 أونصة)          | .20 (رسائل) .17 (طرود)    | .33                                     | 1.10                                          | تم الإعلان عن التغيير في الأسعار في 11 أكتوبر 2012 كندا والمكسيك يدفعان نفس الرسوم مثل بقية العالم                                                        |
| 26 يناير 2014  | .49                      | 2.32 (3 أونصة)          | .21 (رسائل) .17 (طرود)    | .34                                     | 1.15                                          | تم الإعلان عن التغيير في الأسعار في 25 سبتمبر 2013 |
| 31 مايو 2015   | .49                      | 2.54 (3 أونصة)          | .22 (رسائل) .20 (طرود)    | .35                                     | 1.20                                          | |
| 10 أبريل 2016  | .47                      | 2.54 (3 أونصة)          | .21 (رسائل) .20 (طرود)    | .34                                     | 1.15                                          | تم الإعلان عن التغيير في الأسعار في 25 فبراير 2016 |
| 22 يناير 2017  | .49                      | 2.67 (3 أونصة)          | .21 (رسائل) .18 (طرود)    | .34                                     | 1.15                                          | تم الإعلان عن التغيير في الأسعار في 12 أكتوبر 2016 |
| 21 يناير 2018  | .50                      | 3.50 (4 أونصة)          | .21 (رسائل) .35 (طرود)    | .35                                     | 1.15                                          | تم الإعلان عن التغيير في الأسعار في 6 أكتوبر 2017 |
| 27 يناير 2019  | .55                      |                         | .15 (رسائل)               | .35                                     | 1.15                                          | تم الإعلان عن التغيير في الأسعار في 19 أكتوبر 2018 |
| 26 يناير 2020  | .55                      |                         | .15 (رسائل)               | .35                                     | 1.20                                          | |
| 24 يناير 2021  | .55                      |                         | .20                       | .36                                     | 1.20                                          | تم الإعلان عن التغيير في الأسعار في 9 أكتوبر 2020 |
| 29 أغسطس 2021  | .58                      |                         | .20                       | .40                                     | 1.30                                          | تم الإعلان عن التغيير في الأسعار بتاريخ 16 سبتمبر 2021 بعد تاريخ الزيادة الفعلي.                                                                          |
| 10 يوليو 2022  | .60                      |                         | .24 (رسائل)               | .44                                     | 1.40                                          | تم الإعلان عن التغيير في الأسعار بتاريخ 6 أبريل 2022 |
| 22 يناير 2023  | .63                      | 4.75-5.25 (حسب المنطقة) | .24 (رسائل)               | .48                                     | 1.45                                          | تم الإعلان عن تغيير الأسعار في 7 أكتوبر 2022؛ مع رسوم إضافية جديدة للطوابع غير القابلة للمعالجة آليًا: 40 سنتًا.                                            |
| 9 يوليو 2023   | .66                      |                         | .24 (رسائل)               | .51                                     | 1.50                                          | تم الإعلان عن التغيير في الأسعار بتاريخ 10 أبريل 2023 |
| 24 يناير 2024  | .68                      |                         | .24 (رسائل)               | .53                                     | 1.55                                          | تم الإعلان عن التغيير في الأسعار بتاريخ 6 أكتوبر 2023 |
| 14 يوليو 2024  | .73                      |                         | .28 (رسائل)               | .56                                     | 1.65                                          | تم الإعلان عن التغيير في الأسعار بتاريخ 9 أبريل 2024 |

1. ↑  الأونصة الواحدة تعادل 28.34 غرام.

## التوجه التاريخي

أسعار البريد من الدرجة الأولى الفعلية والمعدلة حسب التضخم في الولايات المتحدة

يؤدي رسم البيانات في الجدول السابق إلى الحصول على الرسم البياني المجاور. تُظهر المنطقة الداكنة السعر الفعلي للطابع البريدي، بينما تُظهر المنطقة الفاتحة السعر المعدل للتضخم بالسنت الأمريكي لعام 2019.
يوضح هذا الرسم البياني أنه على الرغم من الارتفاع الاسمي (nominal rise) في تكلفة طابع البريد من الدرجة الأولى، فإن التكلفة المعدلة للطابع ظلت مستقرة نسبيًا. منذ أوائل ثمانينيات القرن العشرين على الأقل، أصبح سعر الطوابع البريدية يتبع بشكل وثيق مؤشر أسعار المستهلك. كانت القفزات الكبيرة في أوائل القرن العشرين بسبب أن التغيير في السعر بمقدار سنت واحد كان كبيراً مقارنةً بتكلفة الطابع. على سبيل المثال، كانت الزيادة في السعر من 0.02 دولار إلى 0.03 دولار في 6 يوليو 1932 بمثابة زيادة في التكلفة بنسبة 50%.